# مجتمع الهجرة

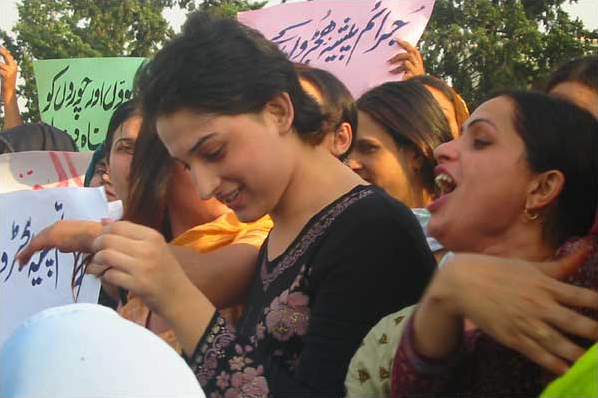
مجموعة من الهجرة في احتجاج في إسلام أباد، باكستان

الهجرة هو رجل فسيولوجي يتقمص الهوية الجنسية الأنثوية وملابس النساء وغيرها من أدوار الجنس المؤنث. الهجرة أصحاب تاريخ طويل مسجل في شبه القارة الهندية، من فترة الامبراطورية المغولية فصاعدا. سجل هذا التاريخ ملامح عدد من الأدوار المعروفة في ثقافات شبه القارة، قسم بين الجنسين البدئيين، قسم روحي وقسم متبقي.